# Centrální federální okruh
Centrální federální okruh Ruské federace (rusky Центральный федеральный округ Российской Федерации) je jedním z 8 federálních okruhů Ruska. Zaujímá střední část evropského Ruska. Sídlem správy je Moskva. Byl zřízen prezidentskou vyhláškou 13. května 2000.
Rozloha okruhu je 650 700 km², to představuje 3,82 % území Ruské federace.

## Obyvatelstvo
Území má nejvyšší hustotu obyvatel v Rusku (57,09 obyvatel na km², v roce 2007). Okruh je největší v Rusku počtem lidí – 37 121 812 (26,16 % Ruské federace), z toho 29 994 175 žilo ve městech a 7 127 637 lidí na venkově (1. ledna 2009). Ze všech okruhů má nejvyšší podíl obyvatel ruské národnosti, 91,32 % tvoří Rusové.
Podle sčítání lidu v roce 2002 žilo na území centrálního federálního okruhu 38 000 651 lidí.

### Národnostní složení
- Rusové – 34 703 066 (91,32 %)
- Ukrajinci – 756 087 (1,99 %)
- Osoby, které neudaly národnost – 736 020 (1,93 %)
- Tataři – 288 216 (0,77 %)
- Arméni — 249 220 (0,66 %)
- Bělorusové – 186 326 (0,49 %)
- Ázerbájdžánci – 161 859 (0,43 %)
- Židé – 103 710 (0,27 %)
- Gruzínci – 80 651 (0,21 %)
- Moldavané – 67 811 (0,18 %)
- Mordvinci – 67 497 (0,18 %)
- Tádžikové – 46 738 (0,12 %)
- Čuvaši – 46 101 (0,12 %)
- Romové – 45 858 (0,12 %)
- Uzbeci – 38 676 (0,1 %)
- Němci – 33 190 (0,09 %)
- Čečenci – 28 861 lidí (0,08 %)
- Osetinci – 17 655 lidí (0,05 %)
- Osoby jiných národností – 17 270 (0,05 %)
- Korejci – 16 720 (0,04 %)

## Členění okruhu
| Центральный федеральный округ | Центральный федеральный округ | Центральный федеральный округ | Центральный федеральный округ |
| Č.                            | Vlajka                        | Oblast                        | Sídlo správy                  |
| ----------------------------- | ----------------------------- | ----------------------------- | ----------------------------- |
| 1                             | Vlajka Bělgorodské oblasti    | Bělgorodská oblast            | Bělgorod                      |
| 2                             | Vlajka Brjanské oblasti       | Brjanská oblast               | Brjansk                       |
| 3                             | Vlajka Vladimirské oblasti    | Vladimirská oblast            | Vladimir                      |
| 4                             | Vlajka Voroněžské oblasti     | Voroněžská oblast             | Voroněž                       |
| 5                             | Vlajka Ivanovské oblasti      | Ivanovská oblast              | Ivanovo                       |
| 6                             | Vlajka Kalužské oblasti       | Kalužská oblast               | Kaluga                        |
| 7                             | Vlajka Kostromské oblasti     | Kostromská oblast             | Kostroma                      |
| 8                             | Vlajka Kurské oblasti         | Kurská oblast                 | Kursk                         |
| 9                             | Vlajka Lipecké oblasti        | Lipecká oblast                | Lipeck                        |
| 10                            | Vlajka Moskvy                 | Moskva                        | Moskva                        |
| 11                            | Vlajka Moskevské oblasti      | Moskevská oblast              | Moskva, Krasnogorsk           |
| 12                            | Vlajka Orelské oblasti        | Orelská oblast                | Orel                          |
| 13                            | Vlajka Rjazaňské oblasti      | Rjazaňská oblast              | Rjazaň                        |
| 14                            | Vlajka Smolenské oblasti      | Smolenská oblast              | Smolensk                      |
| 15                            | Vlajka Tambovské oblasti      | Tambovská oblast              | Tambov                        |
| 16                            | Vlajka Tverské oblasti        | Tverská oblast                | Tver                          |
| 17                            | Vlajka Tulské oblasti         | Tulská oblast                 | Tula                          |
| 18                            | Vlajka Jaroslavské oblasti    | Jaroslavská oblast            | Jaroslavl                     |